# Скакун Роман Леонідович
Рома́н Леоні́дович Скакун (нар. 16 серпня 1981, Львів) – український історик, перекладач.

## Біографія
1998 року з відзнакою закінчив Львівську академічну гімназію. Того ж року вступив на філософський факультет Львівського національного університету імені Франка, який закінчив у 2003 р. З 2003 по 2006 рік навчався в «Школі суспільних наук» при Варшавському інституті філософії і соціології Польської академії наук. У січні —  червні 2009 р. — в Universita per stranieri в м. Перуджа (Італія). У лютому 2012 року захистив у Київському національному педагогічному університеті імені Михайла Драгоманова дисертацію на тему «Євангельські християни святі сіоністи: історія соціальної організації та віровчення».
З січня 2011 року Роман Скакун — науковий редактор видавничого відділу Українського католицького університету, працівник кафедри церковної історії, з 2018 — заступник директора Інституту історії Церкви УКУ.
Сфера наукових інтересів — історія соціальних і релігійних рухів у Східній Європі ХІХ — ХХ століть, історія Західної України в міжвоєнний період, агентурно-оперативна робота органів безпеки СРСР проти легальних конфесій та релігійного підпілля.
З часу російського вторгнення в Україну у 2022 році вступив до лав Збройних силах України.

## Публікації

### Монографії
- Скакун, Роман. «Пацифікація»: польські репресії 1930 року в Галичині / Роман Скакун; Ін-т історії Церкви Укр. катол. ун-ту. – Л.: Вид-во Укр. катол. ун-ту, 2012. – 171 с.: іл.
- БУДІВНИЧІ НОВОГО ЄРУСАЛИМУ ІВАН МУРАШКО і «мурашківці»: (іст.-соціол. дослідж.). – Л.: Вид-во Укр. катол. ун-ту, 2014. – 418, [24] с.: фот. – (З історії релігійних рухів в Україні). – Рез. англ.
- Скакун, Роман. Життя в тіні великого Митрополита: брат Йосиф Ґродський і його спогади. — Л.: Вид-во Укр. катол. ун-ту, 2020. — 316 с. + 28 іл.
- «Агентура НКВС–МДБ–КДБ у православному єпископаті України (1939—1964): формування, функції, моделі поведінки». — Л.: Вид-во Укр. катол. ун-ту, 2025. — 360 с.: іл. ISBN 978-617-7608-95-9

### Наукові статті
- «НОВА УНІЯ» У СХІДНИХ ВОЄВОДСТВАХ ПОЛЬЩІ (1923—1939 РР.) // Ковчег. Науковий збірник із церковної історії. – т. 5. – Львів: Видавництво «Місіонер» 2007. — С. 204—247
- Отець Ігнатій Солтис і «Середнянське об'явлення»: есхатологічні трансформації в підпільній Греко-Католицькій Церкві // Ковчег. Науковий збірник з церковної історії. — т. 7. — Львів: Видавництво УКУ 2015. — С. 463—526.
- Нарцис Гумінський i Православна Євангельська Апокаліпсична Церква: забута українська Реформація // Богословские размышления, № 17, 2016, с. 99-110.
- «Кашкетники», «простаки», «темні»: генеза й особливості світогляду та побуту ізольованого п'ятдесятницького угруповання // Релігієзнавчі нариси, № 8, 2018, с. 54-101 (спільно з В. Морозом).
- Сторож братові своєму: агентура органів безпеки СРСР у середовищі греко-католицького духовенства в 1939—1941 роках // Ковчег. Науковий збірник з церковної історії. — т. 8. — Львів: Видавництво УКУ 2018. — С. 72-189.

### Переклади з англійської
- Джеймс Джойс. Дублінці («Нещасний випадок», «Благодать», «Сестри») // Всесвіт, № 5-6, 2002
- Джеймс Джойс. Дублінці («День плюща», «Мати», «Мертві») // Всесвіт, № 11-12, 2010; Електронна версія «Дублінців» (поліпшена)
- Фрідмен, Томас Л.. Лексус і оливкове дерево. Зрозуміти глобалізацію; пер. з англ. М. Прокопович, Р. Скакун. – Л.: [б.в., 2002. – 626 с. – (Бібліотека журналу «Ї»). –] ISBN 966-7790-03-7
- Церква і соціальна комунікація: найголовніші документи Католицької Церкви про пресу, радіо, телебачення, інтернет та інші медіа (1936—2003) / пер. з англ. Р. Скакун [та ін.]; упоряд., наук. ред. М. Перун; Український Католицький ун-т, Інститут релігії та суспільства. – Л.: Видавництво Українського Католицького ун-ту, 2004. – 440 с. – ISBN 966-8197-03-8

- Шмеман, Александр. За життя світу: таїнства і православ'я; пер. з англ. Р. Скакун; Інститут літургійних наук. – Л.: [Вид-во УКУ], 2009. – 210с.: [4 ]арк. фотоіл. – (Серія «Класики сучасного богослов'я»). – ISBN 966-8197-37-6
- Тафт, Роберт. Візантійський обряд. Коротка історія; пер. з англ. Р. Скакун, передмова М. Петровича. — Львів: Видавництво УКУ, 2011. — 136 с.
- Вайґель, Джордж. Свідок надії. Життєпис Папи Івана-Павла ІІ; [пер. з англ. Р. Скакуна]. – Л.: Вид-во Укр. катол. ун-ту, 2011. – XVIII, 986, [32] с.: фотогр. – ISBN 978-966-8197-86-4
- Відмер, Андреас. Папа і бізнесмен: про те, як Іван Павло II навчив молодого гвардійця науки лідерства; переднє сл. Джорджа Вайґеля; [пер. з англ. Роман Скакун]. – Л.: Вид-во Укр. катол. ун-ту, 2012. – XIX, 196, [16] с.: фотогр. – Дод. тит. арк. англ. – ISBN 978-966-8197-92-5
- Мончак, Ігор. Флорентійський екуменізм у Київській Церкві. Унійна ідея в помісній еклезіяльній традиції: [монографія]; пер. з англ. Романа Скакуна; за ред. Олега Турія; Ін-т історії церкви Укр. катол. ун-ту. – Л.: Вид-во Укр. катол. ун-ту, 2012. – XVI, 362 с. – (Пам'ятки історичної богословської думки). – Бібліогр.: с. 343—353. – ISBN 978-966-8197-89-5
- Вайґель, Джордж. Кінець і початок. Папа Іван Павло ІІ: перемога свободи, останні роки, спадщина; [пер. з англ. Р. Скакуна та М. Прокопович]; Ін-т історії Церкви Укр. катол. ун-ту. – Л.: Вид-во Укр. катол. ун-ту, 2013. – 583, [16] с.: фот. – ISBN 978-966-2778-03-8
- Місія — слідом за Христом: базовий курс місіології / пер. з англ. Роман Скакун та ін. — Л.: Вид-во Укр. катол. ун-ту 2015. — 360 с. ISBN 978-966-2778-51-9
- Сливоцький, Адріан. Зона прибутку: стратегічна бізнес-модель як запорука завтрашніх прибутків / пер. з англ. Роман Скакун. — Л.: Вид-во Укр. катол. ун-ту 2016. — 432 с. ISBN 978-966-2778-61-8
- Каїро, Альберто. Функціональне мистецтво: вступ до інфографіки та візуалізації / переклад з англ. Л. Белея за ред. Р. Скакуна. — Л.: Вид-во Укр. катол. ун-ту 2017. — xviii + 350 с. — ISBN 978-966-2778-75-5
- Дворник, Франтішек. Фотієва схизма / пер. з англ. Роман Скакун. — Л.: Вид-во Укр. катол. ун-ту, 2017.
- Гарфорд, Тім. Речі, що змінили світ. Історія економіки в 50 винаходах / пер. з англ. Роман Скакун. — К.: Наш формат, 2018. — 344 с.
- Казанова, Хосе. Релігія в сучасному світі: плюралізм, секуляризація, глобалізація / пер. з англ. Роман Скакун. — Л.: Вид-во Укр. катол. ун-ту 2019. — 348 с.
- Богачевська-Хомяк, Марта. Громада — єпископ — Церква: Константин Богачевський і становлення української католицької митрополії в США / авториз. переклад з англ. Романа Скакуна. Львів: Український католицький університет 2021, 520 с. + 4 с. іл.
- Процик, Анна. «Молода Європа» Джузеппе Мадзіні i початки модерного націоналізму у Східній Європі / авторизований переклад з англ. Романа Скакуна. Львів: Видавництво Українського католицького університету 2023, 288 с.
- Поезії Томаса Стернза Еліота

### Переклади з італійської
- Барікко, Алессандро. Без крові: [роман]. Така історія: [роман] / Алессандро Барікко; [пер. з італ. Р. Скакуна, Ю. Григоренко]. – Х.: Фоліо, 2011. – 352 с. – (Карта світу. Італія). – ISBN 978-966-03-2788-7
- Барікко, Алессандро. Новеченто. / Перекл. з італ. Романа Скакуна. — К.: Всесвіт, 2007, № 1-2. С. 124—145
- Кальвіно, Італо. «Якщо подорожній одної зимової ночі» // Всесвіт № 3–4, 2010
- Кальвіно, Італо. Якщо подорожній одної зимової ночі. — Л.: Видавництво Старого Лева, 2018. — 304 с.
- Паскуато, Отторіно. Миряни у Йоана Золотоуста. Між церквою, родиною і громадою. — Л.: Свічадо, 2007.
- Катехизм Католицької Церкви. Компендіюм. – Л.: Свічадо, 2008.
- Панґрацці, Арнальдо. Допоможи мені сказати прощавай: Взаємодопомога в жалобі за померлим та при інших втратах / пер. Наталія Чернявська за ред. Романа Скакуна. — Львів: Вид-во Укр. катол. ун-ту, 2015. — 144 с.
- Кампанья, Арканджело. Святий Луїджі Оріоне. — Л.: Свічадо, 2017. — 528 с.
- Панґрацці, Арнальдо. Біль не триватиме вічно. Взаємодопомога в жалобі за померлими та при інших втратах / перекл. Роман Скакун. — Л.: Вид-во Укр. катол. ун-ту, 2018. — 184 с.
- Де Марі, Сільвана. Останній ельф. — Львів: Урбіно, 2019. — 312 с.

### Переклади з польської
- Квієк, Марек. Університет у добу перемін: інституції і академічні кадри в умовах зростаючої конкуренції / перекл. Роман Скакун. — Київ: Таксон, 2018. — 473 c.

## Нагороди і відзнаки
- 2010 – Премія імені Миколи Лукаша – за переклад роману Італо Кальвіно «Якщо подорожній одної зимової ночі» та вибраних оповідань із книжки Джеймса Джойса «Дублінці»[3]
- 2012 – Літературна премія «Metaphora» — за переклади поезій Томаса Стернза Еліота[4]